# SV Schwarz-Rot Neustadt (Dosse)
Der SV Schwarz-Rot Neustadt (Dosse) ist ein deutscher Sportverein, der in der brandenburgischen Stadt Neustadt (Dosse) ansässig ist. 2016 hatte der Verein 275 Mitglieder, die in den Abteilungen Fußball, Gymnastik, Kegeln, Tischtennis und Volleyball Sport treiben. 

## Vereinsentwicklung

Logo der BSG Landbau

Der SV Schwarz-Rot beruft sich in seiner Historie auf den Köritzer Sport-Club, der 1922 in dem heutigen Ortsteil von Neustadt gegründet wurde. Zu dieser Zeit hatte Köritz etwa 1500 Einwohner. Nach dem Zweiten Weltkrieg fiel der Köritzer SC 1945 dem von den Besatzungsmächten verfügten Vereinsverbot zum Opfer. Nachdem in der Sowjetischen Besatzungszone ab 1948 der Sport auf der Ebene von Betriebssportgemeinschaften (BSG) neu organisiert worden war, gründete sich in Köritz die BSG Lokomotive mit dem Bahnbetriebswerk der Deutschen Reichsbahn als Trägerbetrieb. In der Folge richtete die BSG zahlreiche Sportsektionen ein. Knapp zwei Jahre nachdem Köritz in die Stadt Neustadt (Dosse) eingemeindet worden war, änderte die BSG im Mai 1956 ihren Namen in Lokomotive Neustadt/Dosse. 1978 übernahm der Kreisbetrieb für Landtechnik die BSG, die sich daraufhin in BSG Landbau umbenannte. Infolge der veränderten wirtschaftlichen Verhältnisse in der DDR nach der politischen Wende von 1989/90 brach im Laufe des Jahres 1990 das System der Betriebssportgemeinschaften zusammen. Da andererseits die Bildung von Vereinen wieder möglich wurde, gründeten Mitglieder der BSG Landbau am 27. Juli 1990 den eingetragenen Verein SV Schwarz-Rot Neustadt (Dosse), der zunächst die bestehenden Sportsektionen als Abteilungen übernahm. 

## Entwicklung des Fußballsports
Der Köritzer SC erreichte mit seiner Fußballmannschaft keine überregionale Bedeutung. 1949 begann die BSG Lok Köritz in der Bezirksklasse Brandenburg, aus der nach der Abschaffung der DDR-Länder 1952 die viertklassig Bezirksklasse Potsdam wurde (zwischen 1955 und 1963 fünftklassig, s. II. DDR-Liga). Nach dem Aufstieg 1955 pendelte die nun als Lok Neustadt antretende BSG von 1956 bis 1978 zwischen der Bezirksliga (ab 1963 drittklassig) und der Bezirksklasse. Insgesamt verbrachte Lok Neustadt neun Spielzeiten in der Bezirksliga, in der sie 1958 (Kalenderjahr-Saison) und 1977/78 mit dem 5. Platz ihr bestes Ergebnis erzielte. Unter dem Namen BSG Landbau spielten die Neustädter weitere sieben Spielzeiten in der Bezirksliga und kamen 1979/80 und 1982/83 nochmals auf dem 5. Rang ein. 1985 stieg die BSG Landbau endgültig aus der Bezirksliga ab. In der letzten Saison als Betriebssportgemeinschaft erreichte Landbau Neustadt 1989/90 den Bezirksklassenplatz elf unter 16 Mannschaften. 
1992 gelang dem SV Schwarz-Rot der Aufstieg in die damals viertklassige Verbandsliga Brandenburg. Zwischen 1993 und 1996 war Rot-Schwarz drei Spielzeiten lang in der Oberliga Nordost vertreten, in die der SV im Jahr 2000 noch einmal für eine Saison aufstieg. Bis zur Saison 2008/09 und ab 2015 für weitere zwei Jahre, spielte Schwarz-Rot Neustadt in der seit 2008 sechstklassigen Brandenburgliga. Mit dem Ende der Spielzeit 2016/17 musste der SV Schwarz-Rot wieder den Gang in die Landesliga Brandenburg antreten. 

## Weitere Sportarten
Neben Fußball wurden 2016 auch Kegeln (Kreisliga), Tischtennis (Landesliga, 2. Liga in Brandenburg) und Volleyball (Kreisklasse) wettkampfmäßig betrieben. 